# Zone autonome d'Alger
La Zone autonome d'Alger (ZAA) est la structure du FLN pendant la guerre d'Algérie, créée à l'issue du congrès de la Soummam tenu le 20 août 1956 et concernant uniquement la capitale, Alger ; les autres délimitations territoriales sont appelées « wilayas » et sont au nombre de six. La ZAA est structurée, peu avant la grève de huit jours de janvier 1957 durant la bataille d'Alger de la sorte : divisée en trois régions territoriales, avec ses composantes politiques, militaires et financières.

## Histoire

### Création de la Zone autonome d'Alger

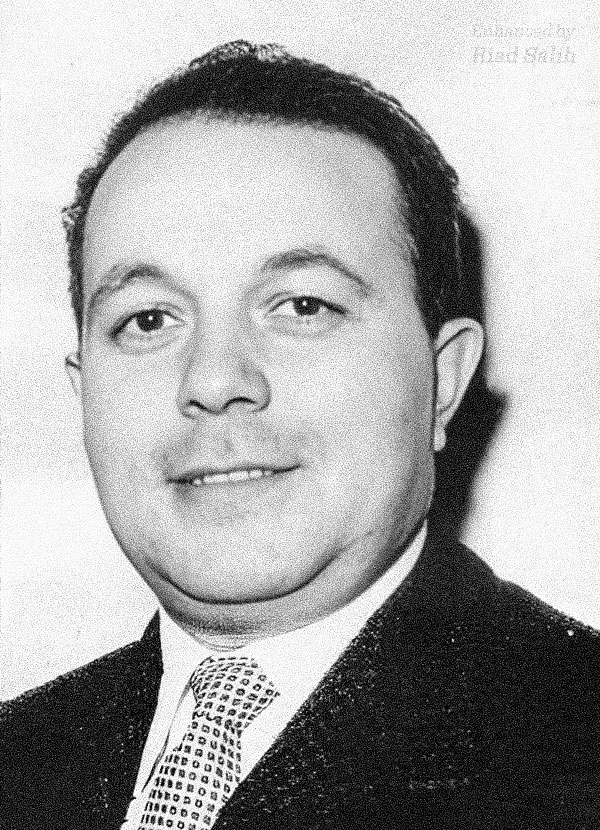
Abane Ramdane, responsable politique et financier, et membre du CCE durant la première phase de bataille d'Alger.

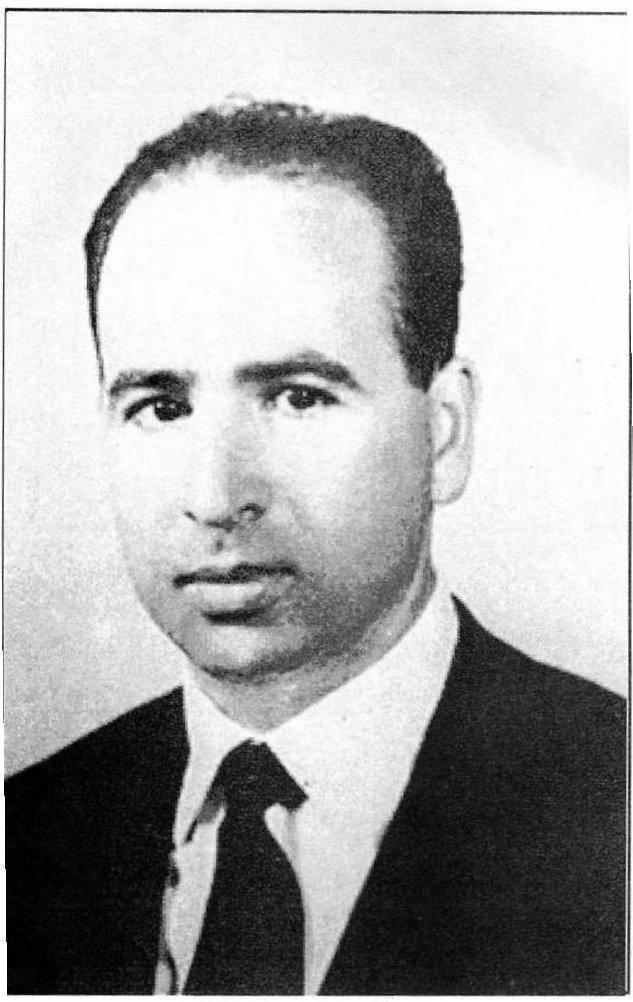
Krim Belkacem, responsable des liaisons et chef d'état major durant la première phase de la bataille d'Alger.

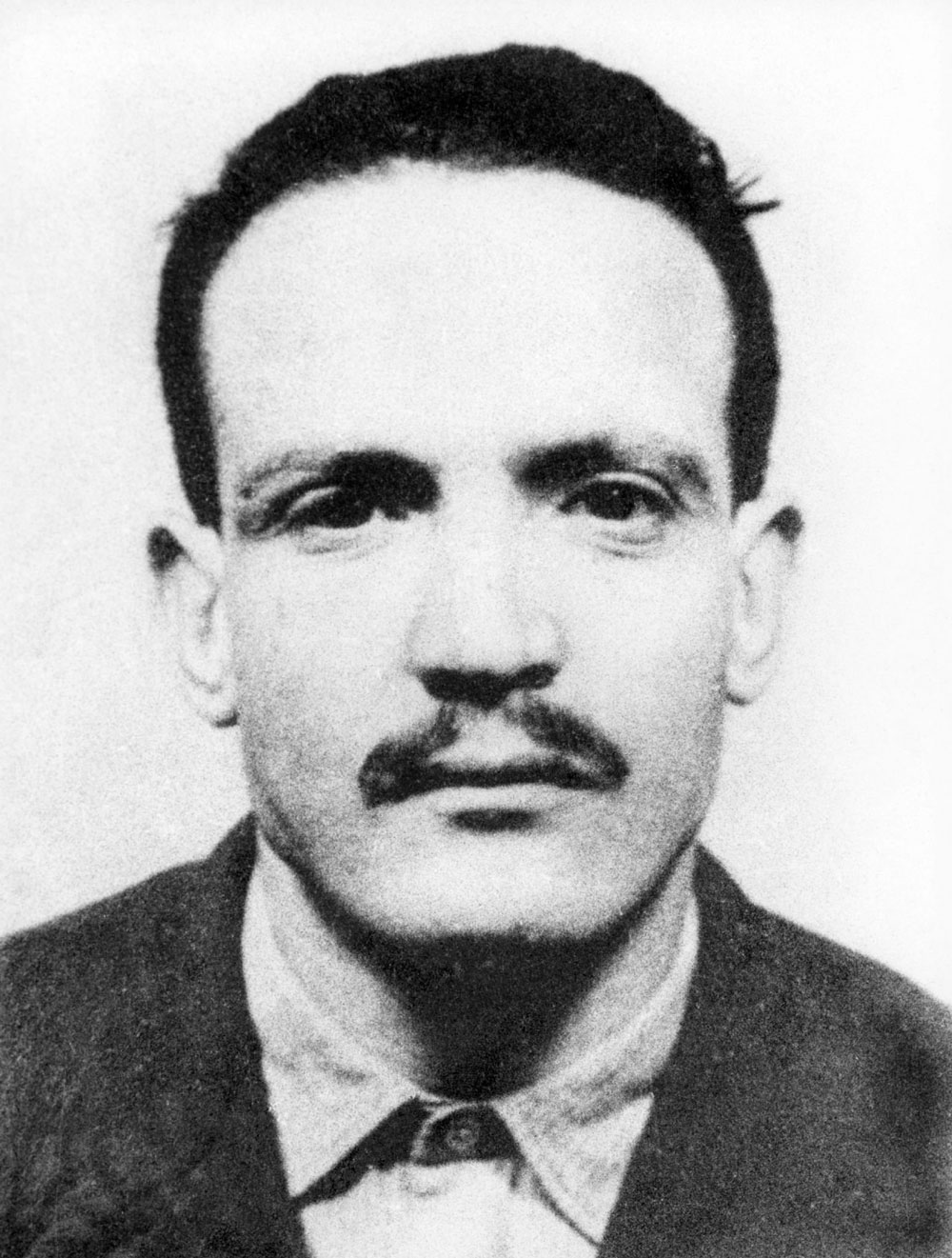
Larbi Ben M'hidi, responsable de l'action armée durant la première phase bataille d'Alger.

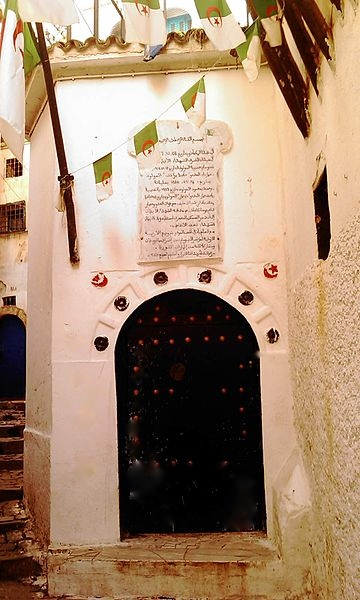
La maison de Yacef Saâdi en haute Casbah, où se sont réunis pour la première fois les membres du CCE et qui a servi aussi de cache à Ali la Pointe avant son explosion par les paras du 1er REP le 8 octobre 1957.

Nouvellement élus par le congrès de la Soummam, les membres du Comité de coordination et d'exécution (CCE) se sont réunis secrètement, après une première réunion dans la maison de Nassima Hablal, dans la maison de Yacef Saâdi en haute Casbah : Abane Ramdane, Larbi Ben M'hidi, Krim Belkacem, Saâd Dahlab et Benyoucef Benkhedda, véritables dirigeants de la révolution, avaient décidé de siéger dans la Casbah d'Alger où ils pensaient avoir une plus grande emprise sur les militants du FLN, de meilleures liaisons et surtout parce qu'ils étaient persuadés que la capitale était propice à la clandestinité totale, avec ses « planques », ses « caches » multiples, ses nombreux agents de liaison perdus dans la masse et les protections de toutes sortes dont ils pourraient bénéficier. Et puis siéger à Alger, c'était aussi être au cœur de l'Algérie et y appliquer la guérilla urbaine, aussi importante à leurs yeux que les combats et les actions dans les maquis.
Les cinq hommes commencèrent par se répartir les tâches de la façon suivante : Ben Khedda se réserva les contacts avec les Européens et la direction de la nouvelle zone autonome d'Alger, détachée désormais de la wilaya IV, Dahlab, la propagande et la direction du journal El Moudjahid, Ben M'Hidi choisit d'être responsable de l'action armée à Alger (il était donc le supérieur direct de Yacef Saâdi); Krim Belkacem s'attribua les liaisons avec toutes les wilayas, ce qui faisait de lui le chef d'état-major et le stratège de la lutte armée; Abane Ramdane enfin, devint le responsable politique et financier, c'est-à-dire, en fait, le no 1 en dépit de la collégialité voulue par les « cinq ».
Au moment de quitter Alger le 25 février 1957, juste après l'arrestation de Ben M'hidi, le CCE avait délégué ses pouvoirs sur la ZAA à Abdelmalek Temmam, membre suppléant du CNRA. C'est seulement après l'arrestation de ce dernier en 1957, qu'il incombera à Yacef Saâdi de reprendre en main les rênes d'une organisation fortement éprouvée par les assauts répétés de la 10e division parachutiste du général Massu et donc de cumuler les fonctions de responsable de ce qui subsistait des deux branches. Yacef Saadi est à son tour « trahi » par les bleus du Groupe de renseignements et d'exploitation (GRE) commandé par le parachutiste capitaine Paul-Alain Léger, en particulier Hacène Ghendriche dit Zerrouk qui a collaboré à la capture du chef de la ZAA qui a, lui-même collaboré en tant qu'agent double indirectement, le 24 septembre 1957. Unique chef encore rescapé, Ali la Pointe prendra la suite pour deux semaines seulement avant qu'il ne soit localisé rue des Abderames dans la Casbah et mourir avec ses compagnons : Hassiba Ben Bouali et un enfant de 12 ans Petit Omar dans le réduit plastiqué par les paras du 1er REP le 8 octobre 1957. La « bataille d'Alger » s'achève et, avec elle, la première histoire de la ZAA.
Fin 1958, Larbi Alilat alias Abdelhatif, avec Belkacem Betouche, constituera un réseau discrètement avec la Wilaya IV. Cette zone sera reconstituée par le commandant Azzedine, le 14 mai 1962 et qui fera venir de France des militants de la Fédération de France du F.L.N. chargés de démanteler l'OAS. La ZAA sera indépendante des Wilayas III et IV. Le commandant Azzedine aura des contacts fréquents avec le préfet d'Alger, Vitalis Cros et Michel Hacq, l'un des deux responsables de la « Mission C » nom donné à partir de décembre 1961 à l'organisation officielle française luttant contre l'OAS, qui remet dès janvier 1962 une des listes d'activistes de l'OAS qu'il a constituées. Organisateur des enlèvements d'Européens d'avril et mai 1962 dans le grand Alger, Si Azzeddine ordonne de les exécuter en mai, ce qui conduit le gouvernement français à hausser timidement le ton auprès du président de l'exécutif provisoire Abderrahmane Farès pour « faire en sorte que Si Azzedine cesse son action ou soit appréhendé ».

### Crise de l'été 1962
À Alger, Yacef Saâdi qui a repris la direction de la ZAA durant l'été 1962 après sa libération des prisons française, forme 4 000 hommes armés. Il s'est rallié avec armes et bagages au « clan d'Oujda » et s'oppose à la wilaya IV fidèle aux hommes du GPRA, qui a investi la capitale. Il s'empare de la radio, du port de toutes les administrations et qui s’obstine à récuser Ben Bella. Des combats très violents ont lieu dans la Casbah entre les unités de la ZAA et ceux de la wilaya IV. Il y a des morts et des blessés dont de nombreux civils. Le peuple d'Alger descend dans la rue pour exiger la paix, criant : « Sebaa Snine Barakat ! » « Sept ans, ça suffit! »

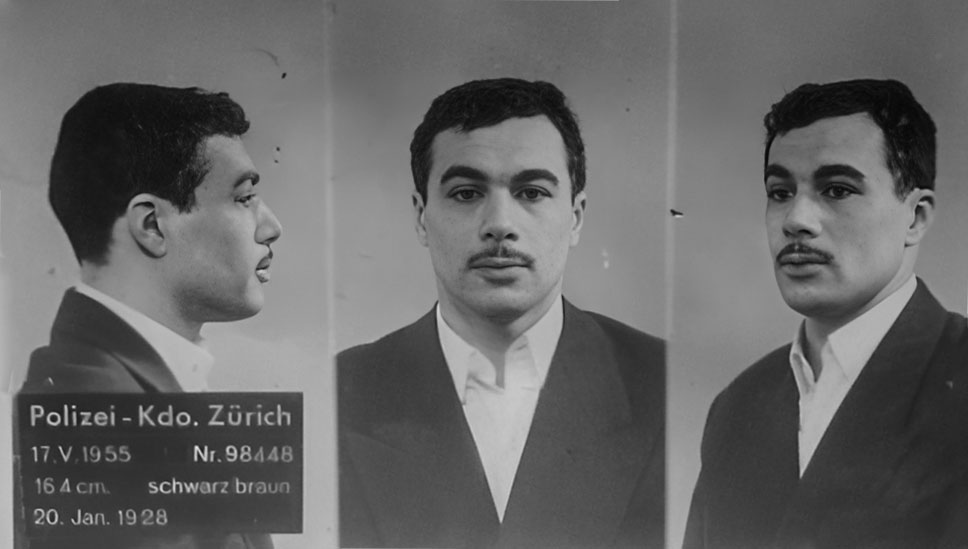
Yacef Saâdi chef politico-militaire de la Zone Autonome d'Alger. (ZAA) et figure emblématique de la bataille d'Alger.

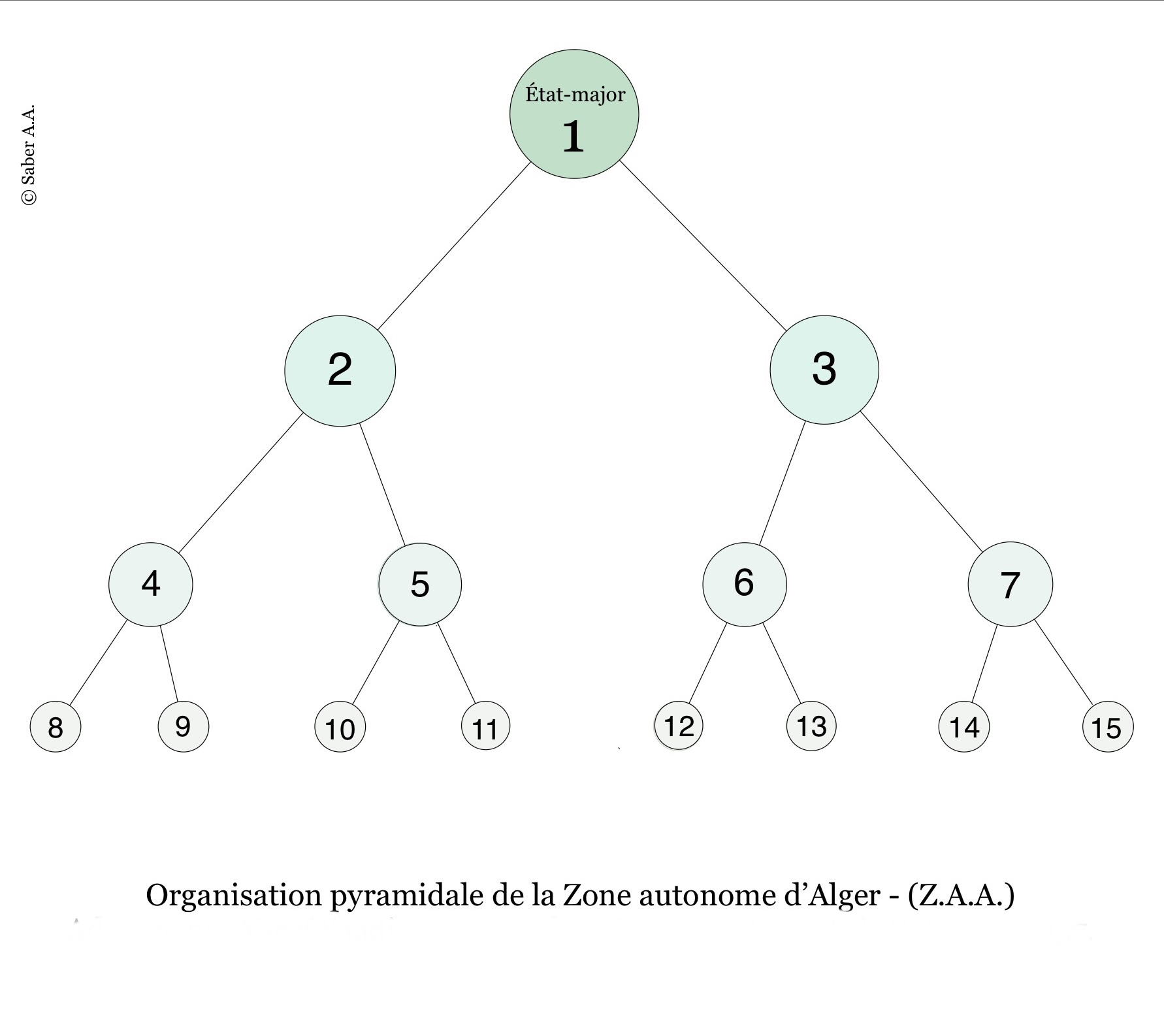
Système pyramidal adopté par Yacef Saâdi chef politico-militaire de la Zone Autonome d'Alger. (ZAA)

## Organisation

### Système pyramidal
Yacef Saadi avait adopté le système pyramidal de cellules de trois membres. Dans chaque cellule, un militant connaissait son supérieur mais ignorait tout du troisième. Ce système avait l'avantage d'éviter des bavardages, toujours dangereux, et aussi qu'un homme arrêté ne dévoilât, sous la torture, les détails de l'organisation. Un chef intermédiaire ne connaissait jamais que trois hommes : deux sous ses ordres et un à l'échelon supérieur. Il ne savait rien des hommes de la base ni de ceux du sommet.
Était pour la même période le suivant :
Responsable :  Ben M'Hidi (alias El Hakim) avec ces adjoint Yacef Saâdi (alias Si Djaâfar, Réda Lee) et Haffaf Arezki(alias Houd) et Ali la Pointe comme adjoint de Yacef Saadi.
Région I : Abderrahmane Arbadji. Adjoint : Othmane Hadji (Khamel).
Région II : Abderahmane Adder (Si Hammoud). Adjoint: Ahcène Ghandriche. (Zerrouk).
Région III : Omar Bencharif (Hadj Omar). Adjoint : Boualem Benabderrahmane (Abaza).
Commissaire politique : Mohamed El Hadi Hadj-Smaïne (Kamel).
Région I : Aldi Ziane (Si Ouakli, Hammoud). Adjoints: Abdenahmane Naït-Merzouk (Echeikh Si Abderrahmane) et Sadek Keramane (Si Djamel).
Région II : Hachem Malek (Si AÏssa, Si Taleb). Adjoints: Mahmoud Messaoudi (Si Smain) et Toufik Bensemane (Si Toufik).
Région III : Si El Mahfoud Belloumi (Si Djamel). Adjoints : Rachid Benrahmoune (Si Rachid, Si Omar) et Mohamed Sahraoui (Si Rachid).
Région IIII : Slimane Amirat (Si Slimane). Adjoints : Kaci Bouazza (Si Mhamed)
À la veille du commencement de la Bataille d'Alger, c'est-à-dire à la fin de l'année 1956, son dispositif était le suivant :

### Branche militaire
La branche militaire s'occupait du développement des « maquis urbains » et les « groupes armés » constituaient le plus gros de ses troupes en plus des « Commandos » qui avaient pour mission de monter des opérations spéciales « coups de poing » dans lesquels l'aspect spectaculaire était recherché. Chaque région comprenait trois groupes de trois cellules de trois hommes chacune (soit 27 hommes théoriques). Chaque région était dirigée par un chef militaire et son adjoint (2), flanqués eux-mêmes de trois chefs de groupes et de trois adjoints (6), soit au total théorique de 35 hommes par région, ce qui représentait au niveau d'Alger un total théorique de 105 combattants.

### Branche politique
Elle avait une mission essentiellement politique et organique, c'est-à-dire la mobilisation de la population, la propagande et l'information, la diffusion des directives et des mots d'ordre du FLN, la rédaction des tracts et plaquettes divers à l'usage des militants et des sympathisants. (la publication d'El Moudjahid). Ce qui lui offre la possibilité de disposer de ses propres groupes de choc appelés « groupes d'intervention» afin de les différencier des « groupes armés » de la branche militaire. Cette dernière tâche lui donne un caractère paramilitaire l'autorisant à recourir à la violence armée quand la sécurité du « Nidham » (organisation) était en cause sans avoir désormais à solliciter le concours de la branche militaire.
Subdivisée au niveau de chaque région en un nombre variable de secteurs (de 3 à 5) selon les régions, se décomposant en district de (8 à 18). Le district comptait théoriquement 127 hommes, il était subdivisé en sous-district, groupes, demi groupes, cellules et demi-cellules de trois hommes.
Les « politiques » étaient répartis en militants - en fait les gens qui avaient des responsabilités - , adhérents - qui pouvaient accepter de donner un coup de main pour telle ou telle tâche ou de participer à des réunions - et sympathisants - qui acquittaient seulement l'« ichtirâk » (cotisation, impôt patriotique, mise à contribution des industriels et gros commerçants en espèce ou en nature). En fait dans chaque région, existait un noyau effectif de plusieurs dizaines de militants actifs qui pouvaient se charger de faire partie des groupes de choc d'intimidation, hérités du MTLD,

### Réseau bombes

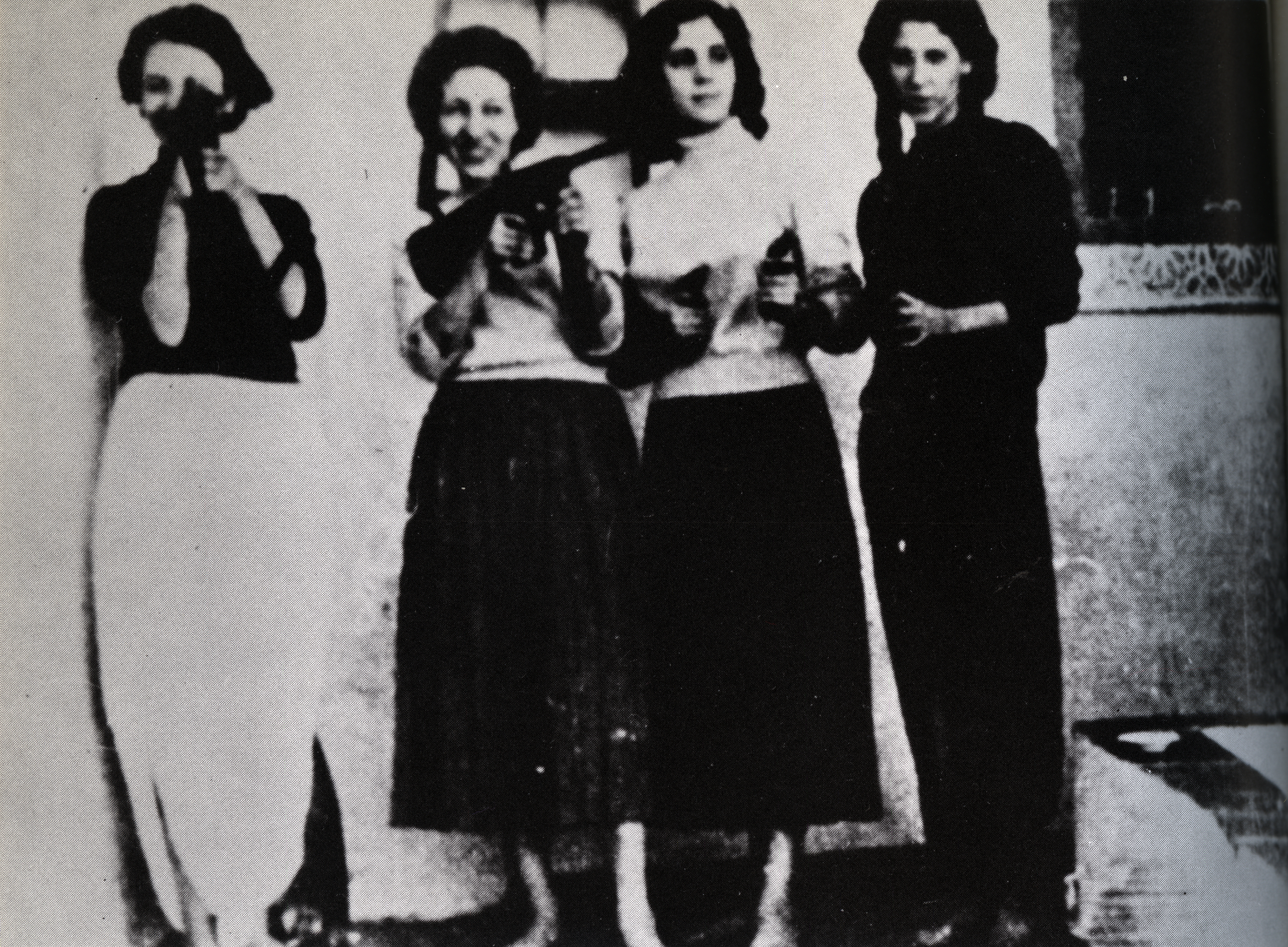
Filles du « réseau bombes » de Yacef Saâdi : Samia Lakhdari, Zohra Drif, Djamila Bouhired et Hassiba Ben Bouali

Dépendant directement du conseil de la ZAA, en été 1956, le réseau « bombes » vit le jour au sein de la branche militaire, comprit au départ des scientifiques reconvertis en chimistes, dont Abderrahmane Taleb et des militants, venus des CDL (Combattants de la libération), Debih Cherif, Habib Redha, Sid Ali Haffaf, Hamid Doukanef, Boualem « Tapioca » Giorgio, Daniel Timsit et Abdelaziz Bensadok, et quatre équipes : de la carcasserie[Quoi ?], des artificiers, du transport et des poseurs. Le transport et la pose des bombes se firent notamment grâce au concours de femmes, Djaouher Akrour, Hassiba Ben Bouali, Djamila Bouazza, Djamila Bouhired, Zohra Drif, Baya Hocine, Djamila Boupacha, Samia Lakhdari, Danièle Minne, Annie Steiner, etc. : tantôt, pour franchir les chevaux de frise[style à revoir] qui ceinturaient la Casbah, les voiles enveloppants du hayek algérien servaient à des dissimulations ; tantôt ce rôle était dévolu au sac de plage d'accortes minettes à l'allure européenne, déstabilisatrices de la vigilance de soldats français.

### Réseau du renseignement
À Alger, le FLN s'efforce de se renseigner sur tous les postes occupés par l'armée française. Le FLN veut connaître l'effectif, l'armement, mais surtout les opérations prévues afin de les éviter, ainsi que les liaisons et sorties habituelles (ravitaillement, patrouilles) dans le but de préparer des attentats.
Une organisation spécifique se met en place à tous les niveaux sous forme d'un responsable liaison-renseignement (RLR) sous le commandement de "Houd" Haffaf Arezki ayant des contacts avec la population.
Yacef Saadi, relate dans ses Mémoires l'existence d'un comité renseignement au sein de son dispositif politico-administratif (DPA). Ses objectifs sont la 10e région militaire et le cabinet du ministre Lacoste, où la ZAA dispose d'une taupe (Fadila Attia). La collecte du renseignement est organisée parmi les dockers, les artistes, les prostituées, les prisonniers et les Européens libéraux.
C'est Abderrazak Haffaf (Houd)qui centralise les informations. Les meilleurs informateurs sont l'inspecteur Ousmeur de la DST, qui a accès aux documents saisis sur Ben Bella, et le bachaga Boutaleb, qui permet aux tueurs de localiser le bachaga Aït Ali. Le « bourreau d'Alger » Justin Daudet est à son tour identifié et assassiné. Certains informateurs sont des agents doubles qui travaillent pour le GRE du capitaine Léger, l'un d'eux le plus connu Hacène Ghendriche dit Zerrouk, qui conduisent au démantèlement de la ZAA en septembre 1957. Mais ces agents doubles font parvenir également des renseignements importants à Yacef Saadi.
Un dossier torture est réalisé par la ZAA en juillet 1957, publié par El Moudjahid et remis à Germaine Tillion.
Les renseignements recueillis sur les forces de l'ordre à Alger sont cependant très sommaires, et souvent inexacts. Ils ne permettent pas d'organiser des attentats contre la 10e RM, le général Massu ou le gouvernement général.

### Comités de la ZAA
Les comités spécialisés étaient le comité hébergement et le comité liaisons. Ce dernier concourut, avec le comité de renseignements, remplacé en fait par la branche liaisons-renseignements dans tout ce qui touchait aux rapports avec les wilayas, le CCE, les voisins maghrébins et la Fédération de France du FLN sous le commandement de Haffaf Arezki "Houd" .Comités des lettrés et intellectuels, comité justice; qui s'efforça de superviser les délits et de sanctionner les déviants, le comité d'aide sociale et médicale (médecins, dentistes, infirmières, sages-femmes) qui se chargeait de faire soigner les gens blessés, et qui prit en juin 1957 le nom de Croissant-Rouge; comités corporatifs (encadrement des employés d'une même profession: marchands de légumes, traminots, cheminots, dockers, etc.). Un comité syndical qui se réduisit, semble-t-il, à une courroie de transmission l'UGTA et l'UGCA (Union Général des Commerçants Algériens). En projet, un comité financier et un comité femmes n'aboutiront pas vraiment malgré le rôle essentiel des femmes dans la bataille d'Alger.

## Effectif
Au total, si l'on croit les décomptes précis de l'organigramme théorique, l'ensemble des militants et membres des groupes armés auraient dû avoisiner les 5 000 hommes.

## Dans la culture

### Au cinéma
- La Bataille d'Alger (La Battaglia di Algeri), de Gillo Pontecorvo (1966).
- Les Centurions (Lost Command), de Mark Robson (1966).
- Bataille d'Alger.(TV), documentaire d'Yves Boisset, France 2, (2007)